# Colorado provençal

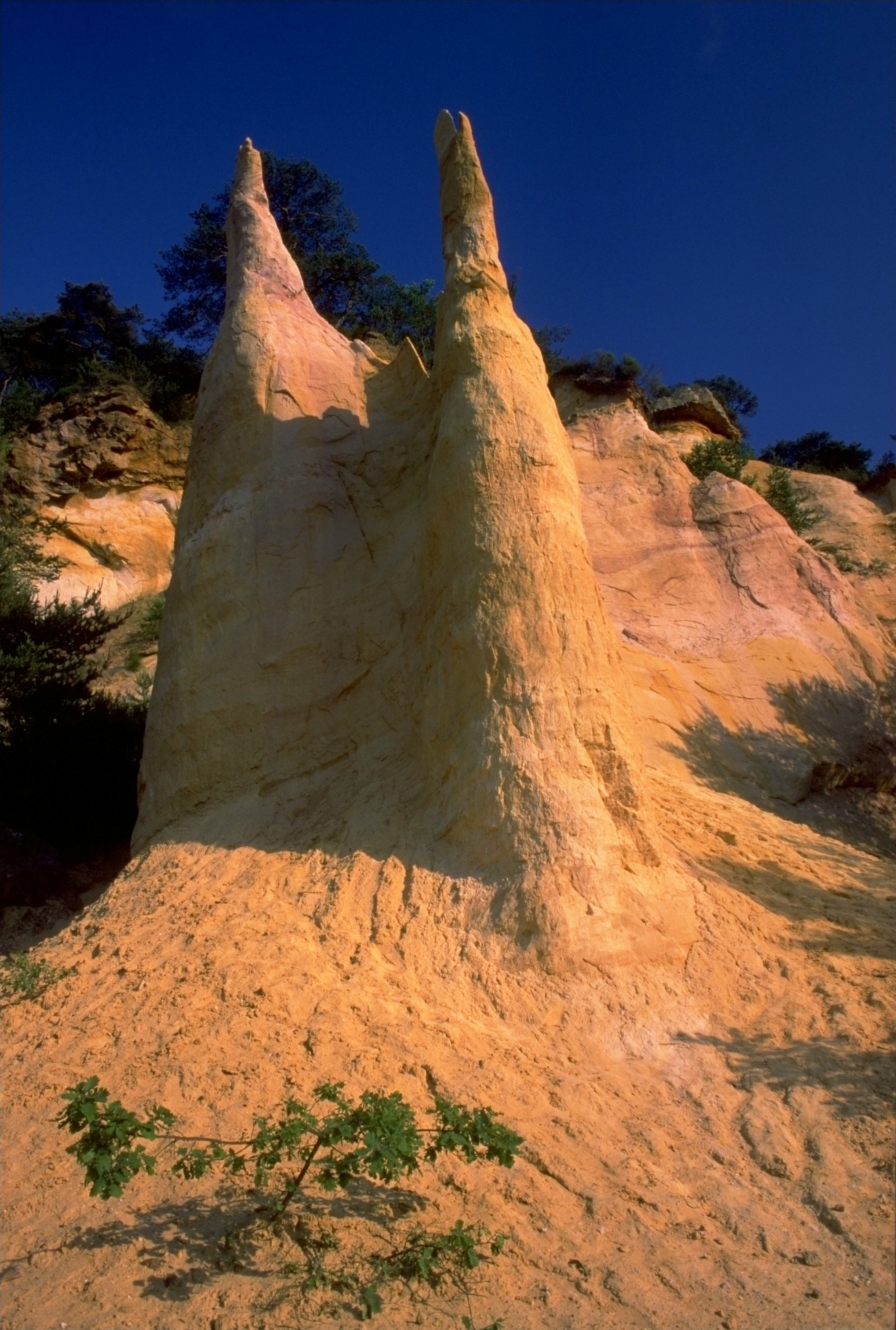
Cheminées de fées dans le Colorado provençal.

Le Colorado provençal est un ancien site industriel d'extraction d'ocre, exploité de la fin du XVIIe siècle jusqu'en 1992, quand le dernier ocrier prit sa retraite. Le site est situé sur la commune française de Rustrel dans le département du Vaucluse (région Provence-Alpes-Côte d'Azur). Les paysages insolites qu'il présente sont constitués de sable ocreux d'origine latéritique.

## Le massif des Ocres du Luberon
Souvent comparée aux paysages des grands parcs des États-Unis, le massif des Ocres de Rustrel et de Roussillon présente des falaises, cheminées de fées, canyons et grottes, sculptées dans l'ocre. Il offre des paysages aux teintes camaïeu de rouge, allant du vermillon flamboyant au jaune éclatant. 
L'ocre est une argile très colorée. La palette de ses pigments rend les couleurs changeantes : jaune, rouge, orange, violacé, brun...  On identifie plus de 20 teintes. Il y a trois sites principaux : Rustrel, Roussillon et Gargas. C'est Rustrel, le plus important, qui est surnommé le Colorado provençal.

## Le site de Rustrel

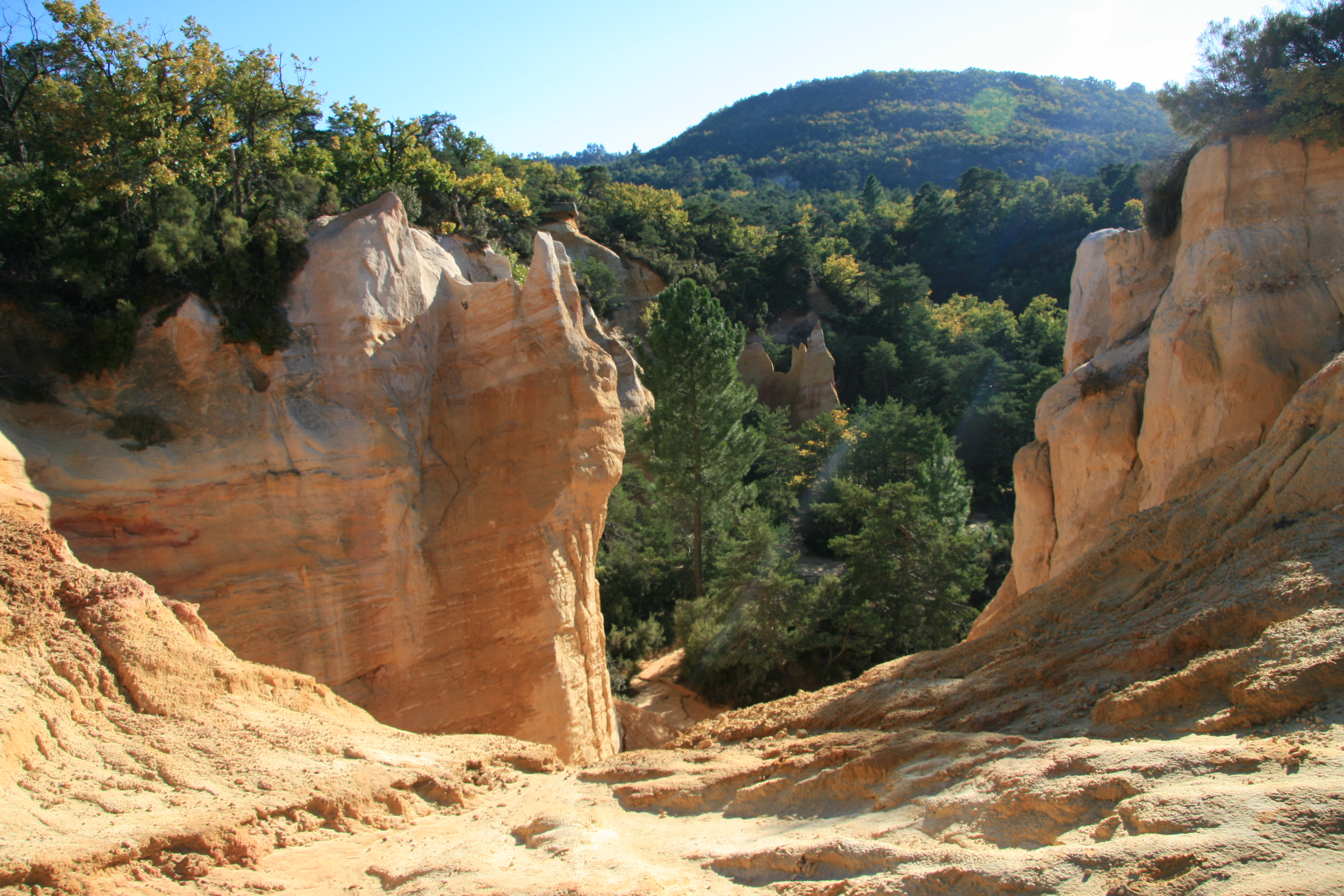
Le GR 6 traversant le Colorado.

Le Colorado provençal s'étend sur plus de 30 hectares, dans le massif du Luberon, à environ 10 km d’Apt. Des sentiers balisés parcourent d'anciennes carrières d'exploitation de l'ocre. Le site comprend le « cirque de Barriès », le « cirque de Bouvène », des bassins de décantation, des cheminées de fées (zone dangereuse interdite par arrêté municipal), le « Sahara », le lit de la Dôa (petite rivière locale). Le chemin de grande randonnée GR 6 traverse le site. Les couleurs des ocres du Colorado provençal contrastent avec les tons de vert de la végétation et le blanc des massifs calcaires environnants.

## Histoire

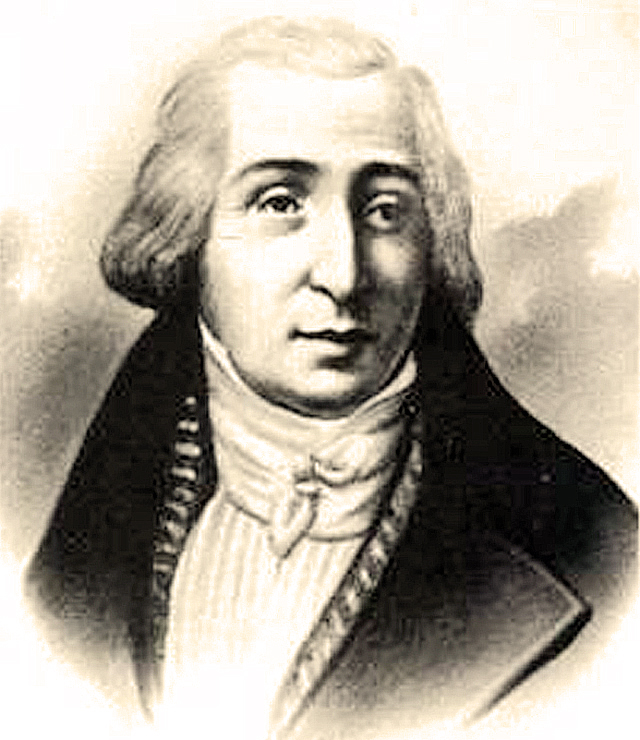
Jean-Étienne Astier.

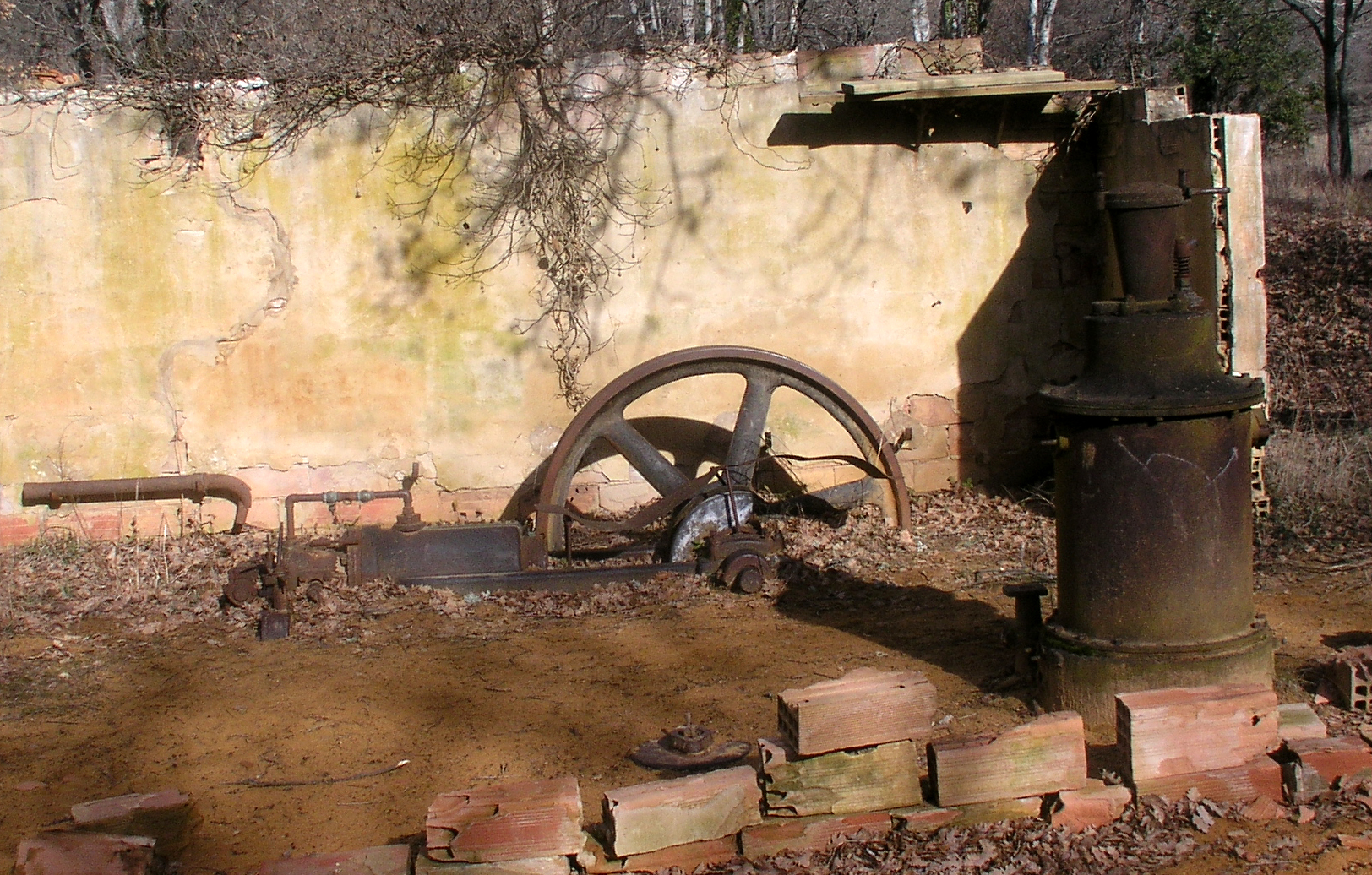
Ancienne pompe à eau ayant servi au lavage de l'ocre rouge.

Il y a plusieurs millions d’années, la mer se retire en laissant derrière elle des bancs de sable enrichis d'une argile ayant pour particularité de contenir du fer, la glauconie. Le Roussillonnais Jean-Étienne Astier eut l'idée, à la fin du XVIIe siècle, de faire passer le sable dans des bassins de décantation pour en extraire l'ocre. Il le fit ensuite cuire pour en garder les propriétés colorantes. Six départements possédaient alors des gisements : le Vaucluse mais aussi le Cher, la Drôme, le Gard, la Dordogne et l'Yonne. L'arrivée du chemin de fer à Apt en 1877 permit l'exploitation intensive dans le Vaucluse. Créée en 1901, la Société des Ocres de France permit le développement du marché vers l'exportation. Les maxima de production furent atteints en 1929. L'arrivée des colorants synthétiques vint progressivement concurrencer les ocres naturelles.
Après un long déclin, l'exploitation des sites d'extraction s'arrête peu à peu. Seul le site de production de Gargas reste en activité. Devant la variété de couleurs et de paysages, une association se forme afin de sauvegarder le site et démarre alors une exploitation touristique. Cette association crée en 2009 l'Association du Colorado de Rustrel, avec pour partenaire la Mairie de Rustrel. Ensemble, elles gèrent le patrimoine exceptionnel du site.

## Accès et infrastructure
En bordure de la route départementale 22 sont aménagés un parking au départ des sentiers (stationnement payant qui donne accès au site), un espace avec tables de pique-nique et un lieu d'accueil. À proximité il y a plusieurs lieux de détente et de restauration : La Rinsoulette (qui signifie en provençal l'endroit où l'on s'arrête pour boire), le Pégo et le restaurant des Mille couleurs. Les sentiers sont balisés. Un dépliant indiquant les circuits et consignes de visite est donné avec le paiement du stationnement sur le parking dit des Mille couleurs. Des barrières canalisent les passages et évitent ainsi une érosion trop rapide du site fragile due au passage des visiteurs. Des agents de protection du Colorado (Association du Colorado de Rustrel) sont présents pour renseigner les visiteurs et assurer la sécurité et l'entretien du site.

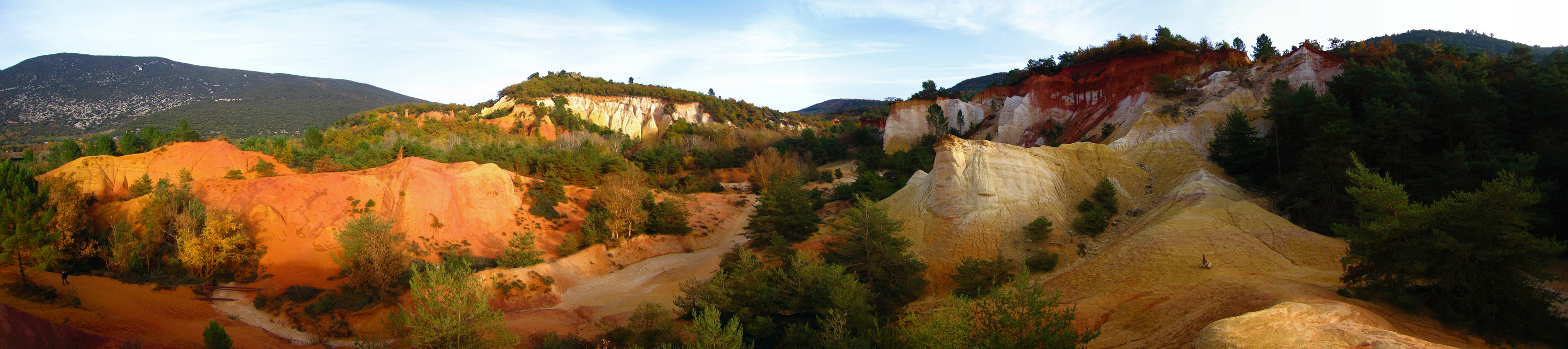
Panorama du Colorado provençal.

## Géologie, géochimie et origine
Au cours du Crétacé, il y a 110 millions d'années, à la période de l'Aptien, du nom de la ville d'Apt, un grès constitué par des grains de sable s'accumule sur 30 mètres d’épaisseur. Ces sédiments sableux se sont d'abord déposés en milieu marin proche des côtes, dans un environnement prodeltaïque, puis à la même époque le bombement dû au rapprochement de l'Ibérie, a fait émerger ces formations sédimentaires. Ces sables vont être à l'origine de l'ocre, grâce à une argile d'origine exclusivement marine et riche en fer :  la glauconie. Dans le Colorado de Rustrel, depuis leur dépôt et leur exposition aux conditions atmosphériques, les strates d'ocre ont subi, par processus d'altération de type latéritique, une forte oxydation ayant conduit à la formation d'oxy-hydroxydes et d'oxydes de fer, respectivement appelés goethite (FeO(OH)) et hématite (Fe2O3), dont les proportions relatives font varier les nuances de couleurs que ces pigments confèrent aux sables ocreux. Il s'y mêle des sables blancs où domine la kaolinite (Al2Si2O5(OH)4).
La présence de manganèse, d'aluminium et de silicates sont à l'origine d'autres gammes de couleurs et des 24 teintes officiellement recensées, qui vont du gris au vert, en passant par le jaune et le rouge. Ces dépôts marins sont surmontés par des dépôts plus grossiers d'origine continentale, dépourvus initialement de glauconie et donc particulièrement blancs, eux-mêmes surmontés d'une cuirasse ferrugineuse.

## Galerie

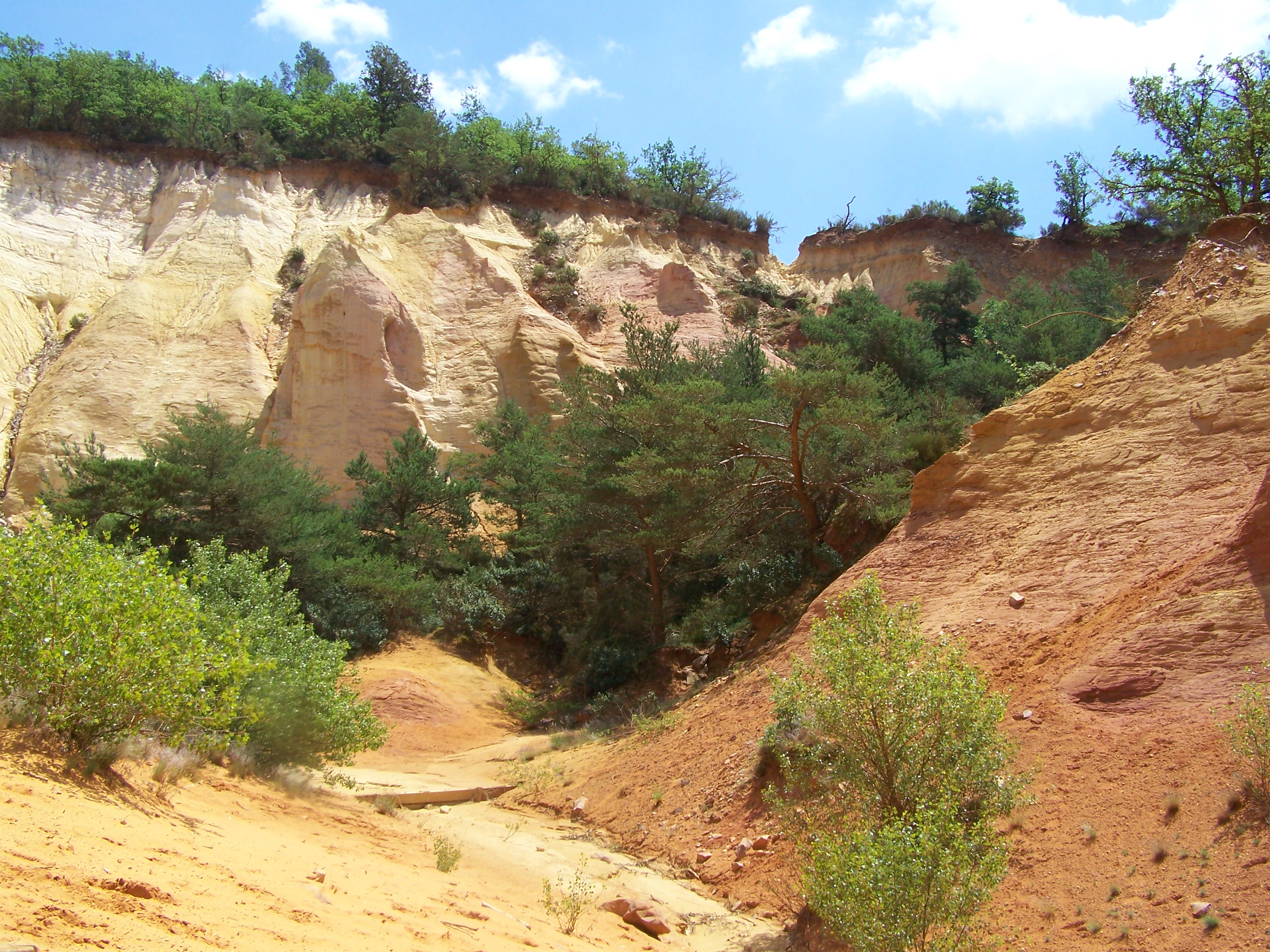
Rustrel
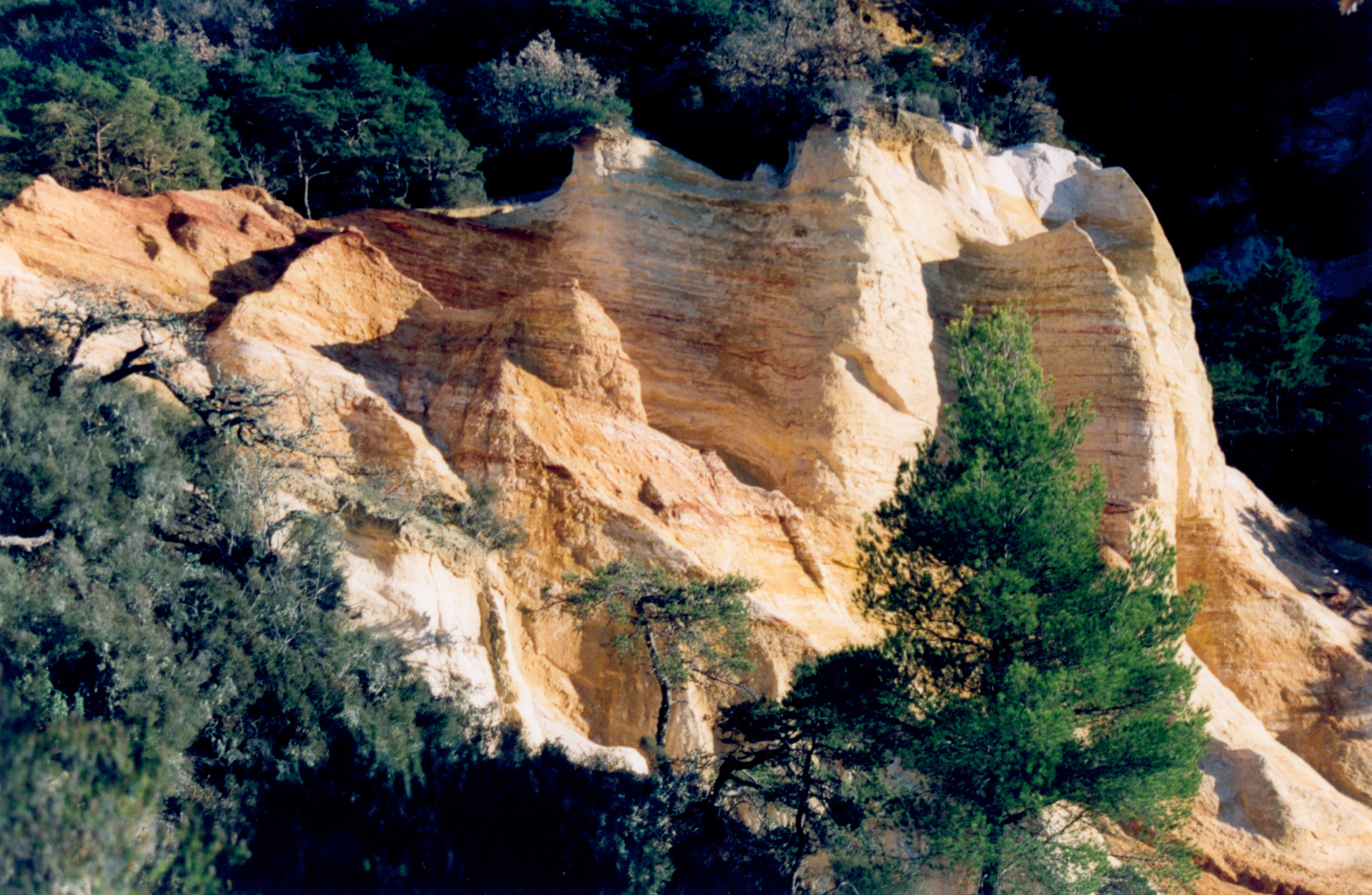
Rustrel
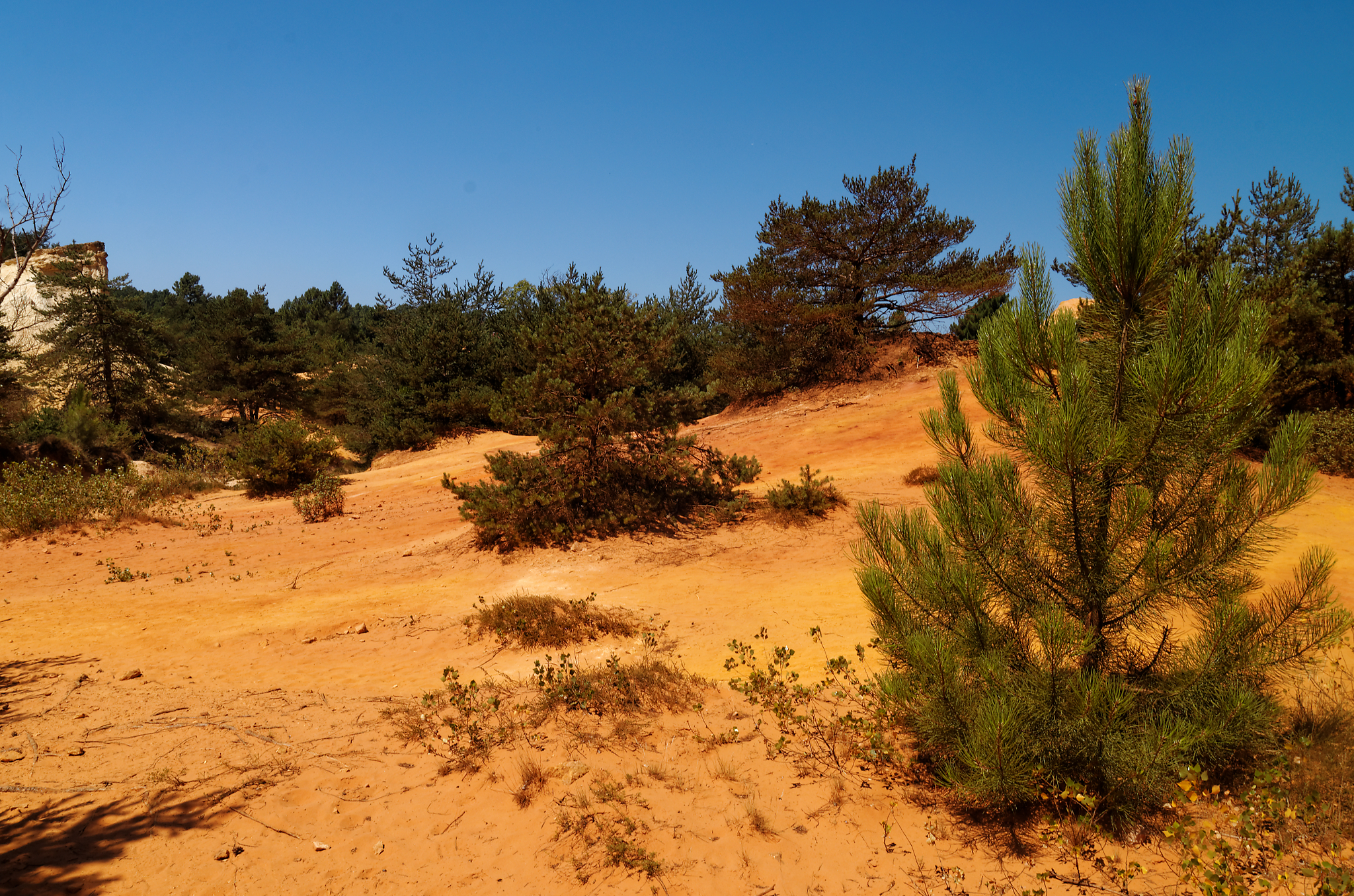
Rustrel
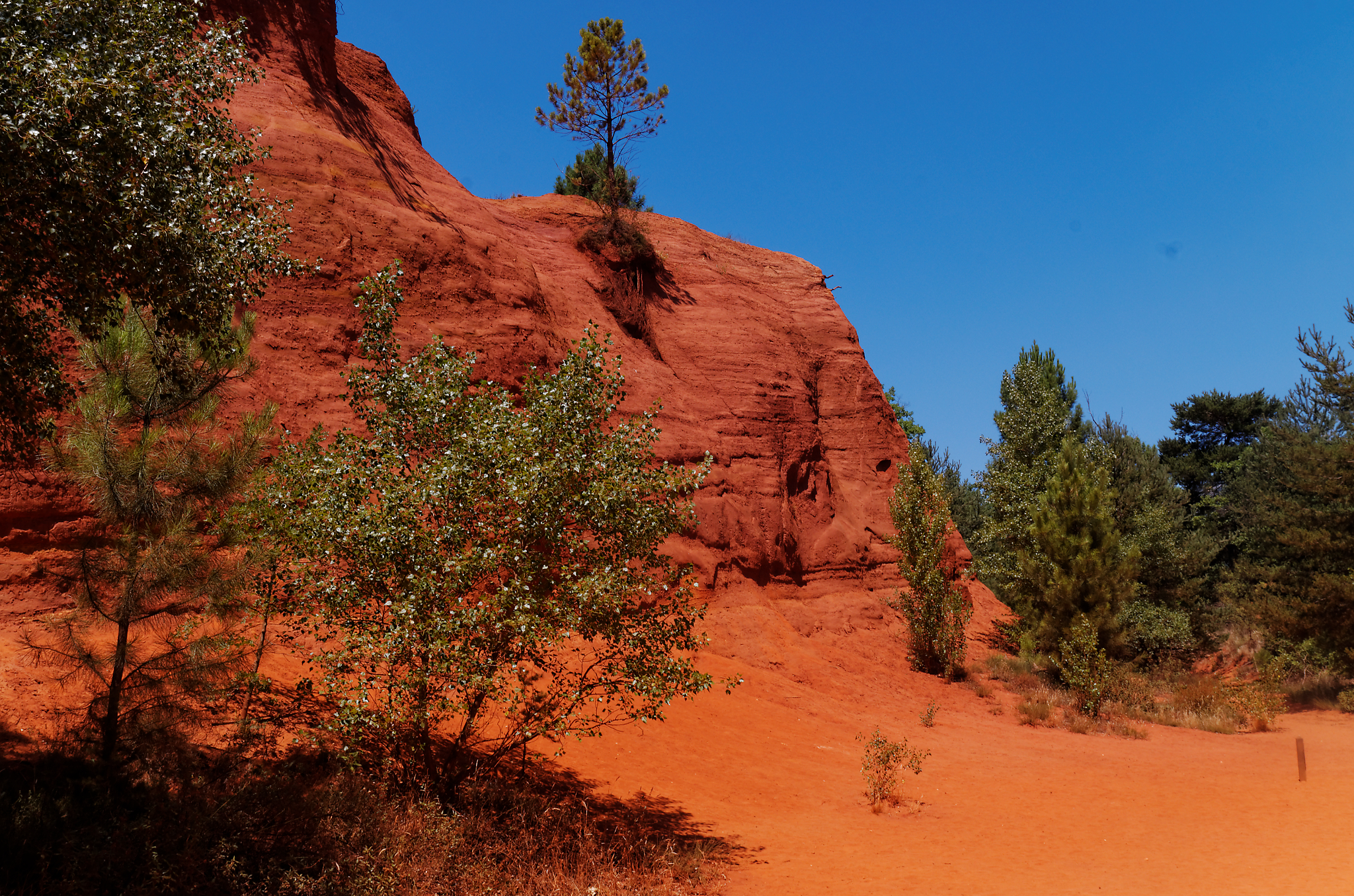
Rustrel
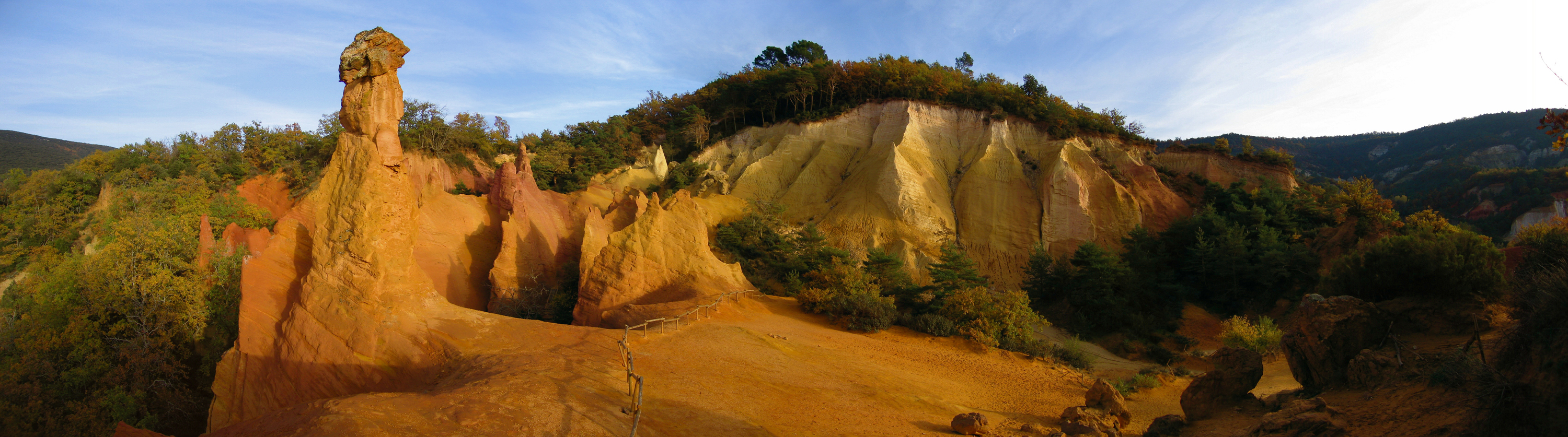
Rustrel
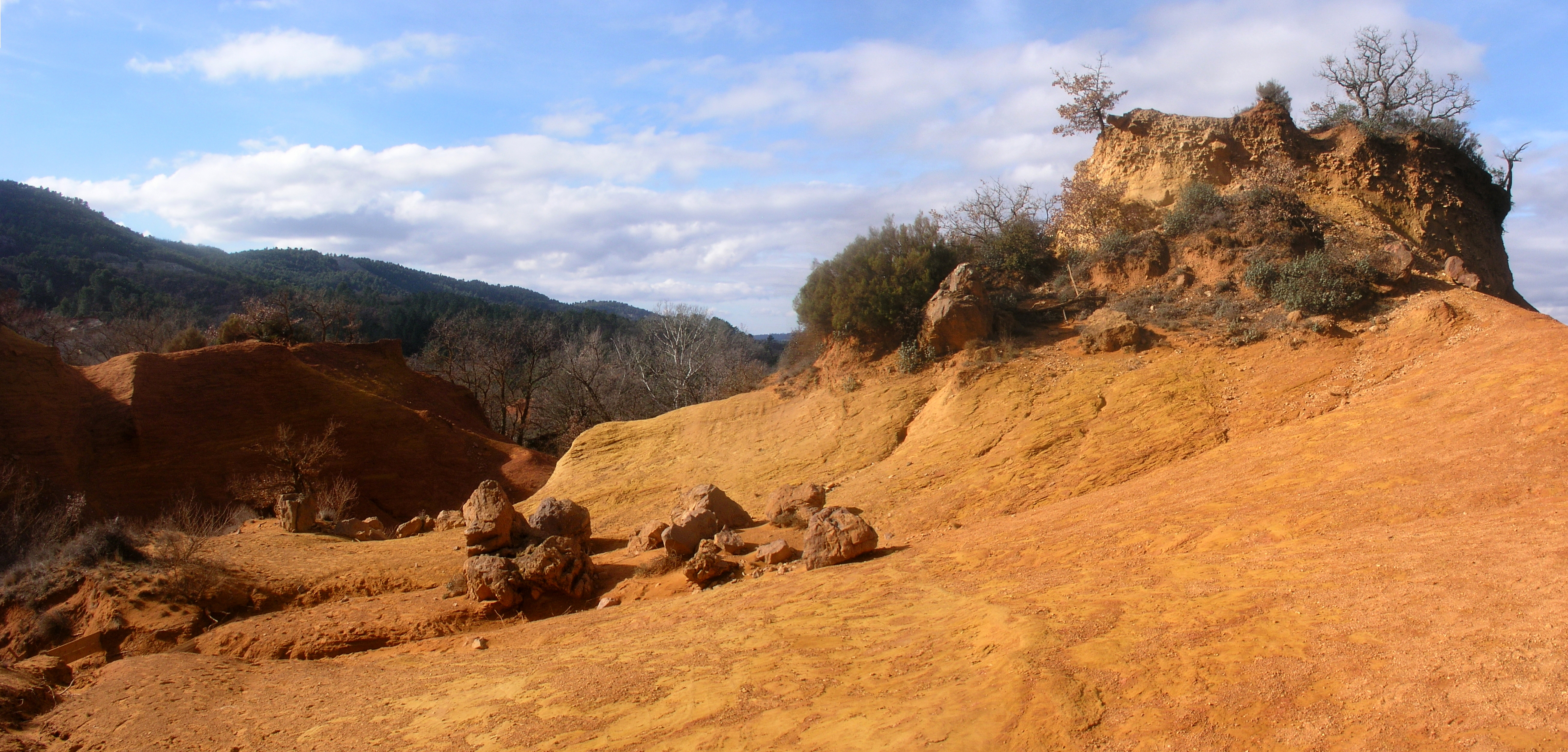
Rustrel
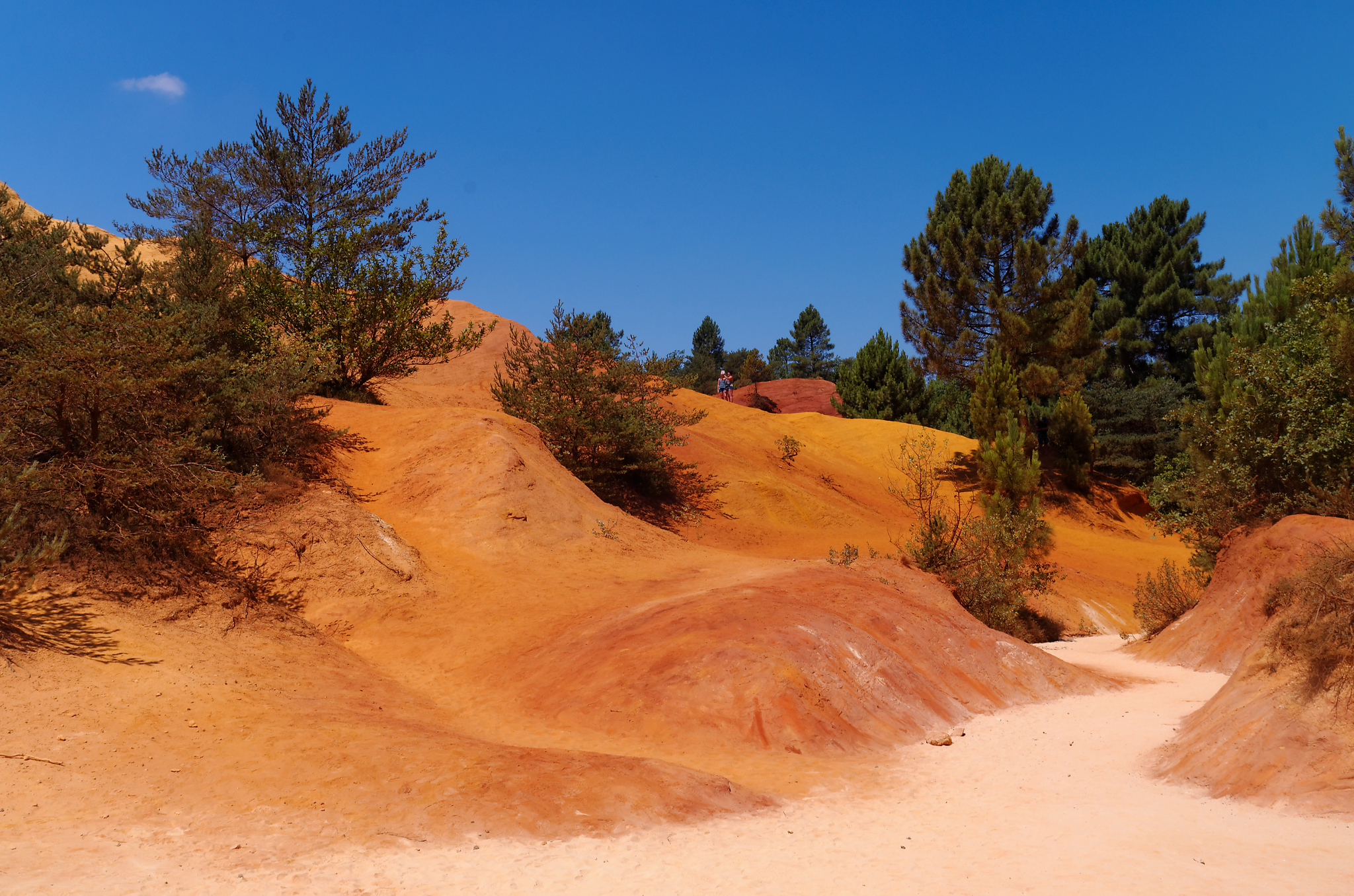
Rustrel
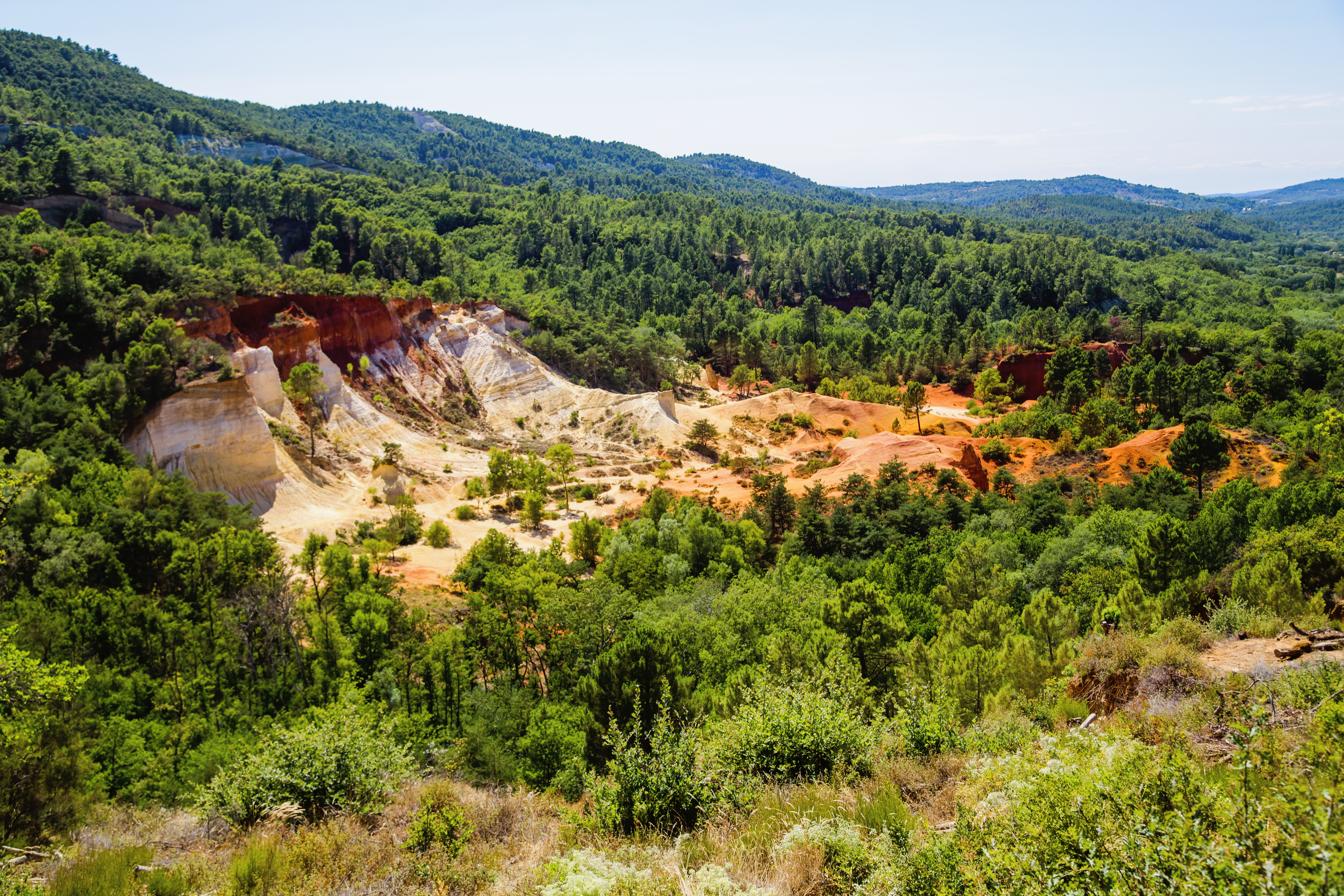
Rustrel
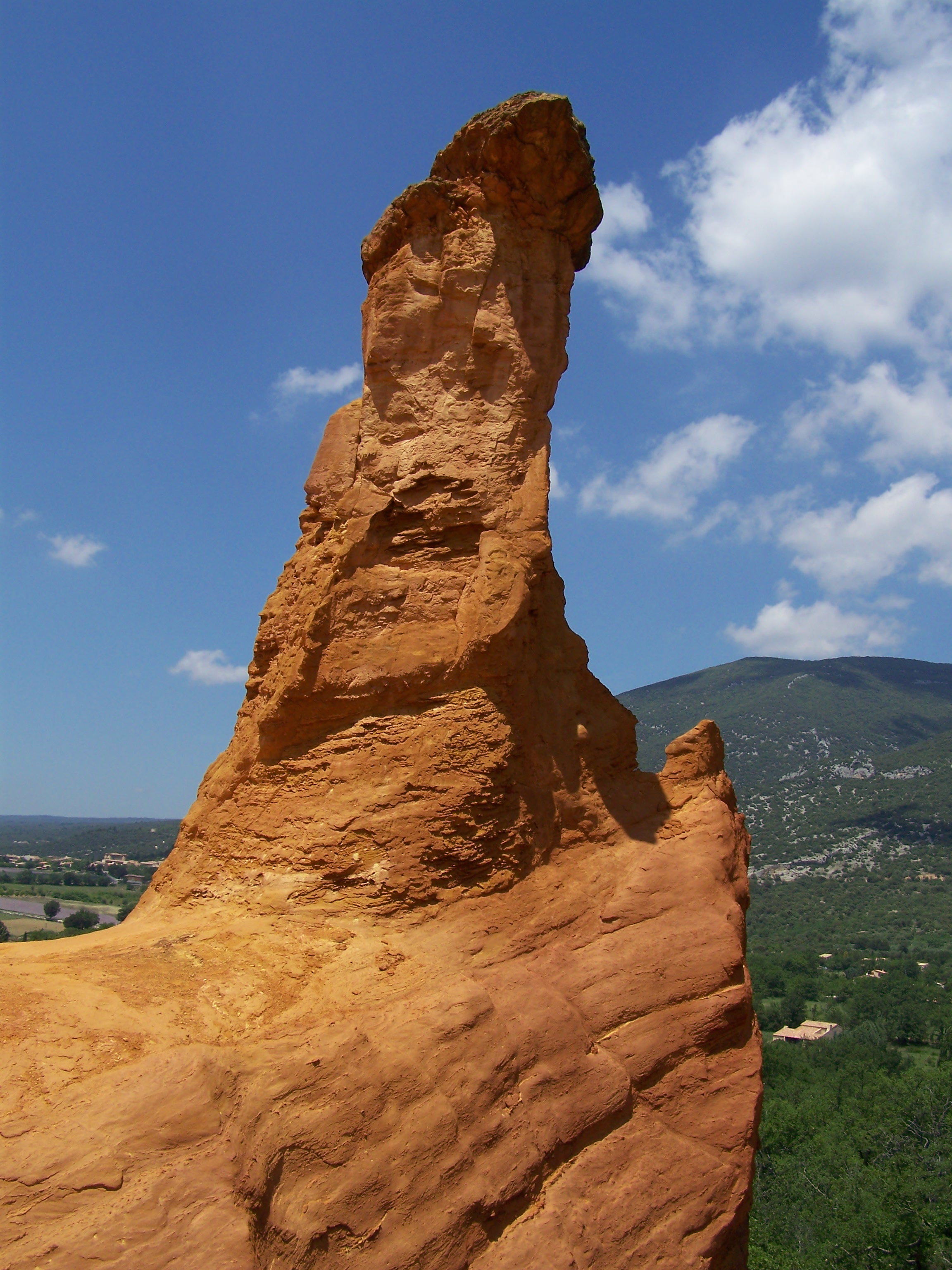
Rustrel
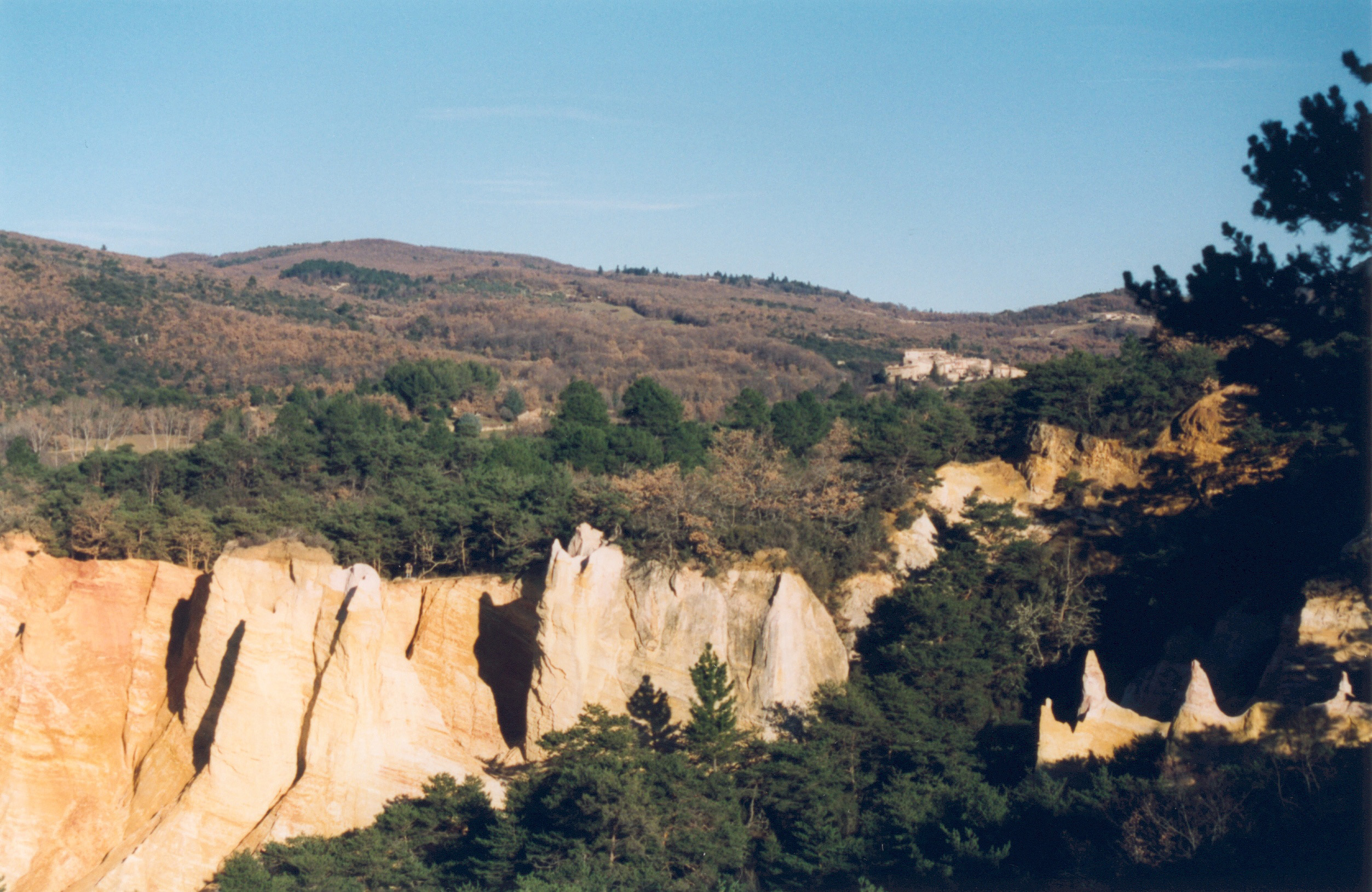
Rustrel
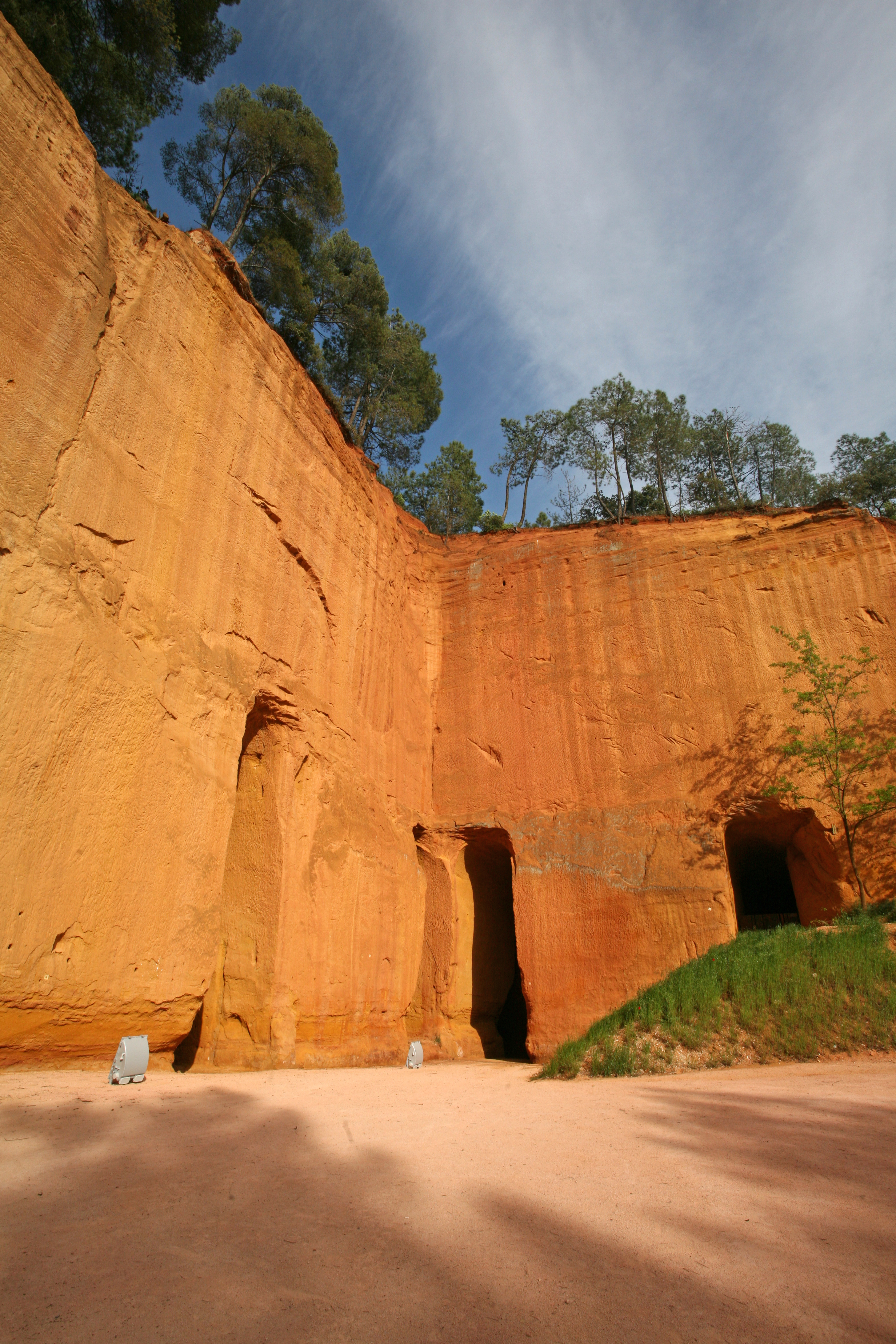
Entrée des mines de Bruoux (Gargas)
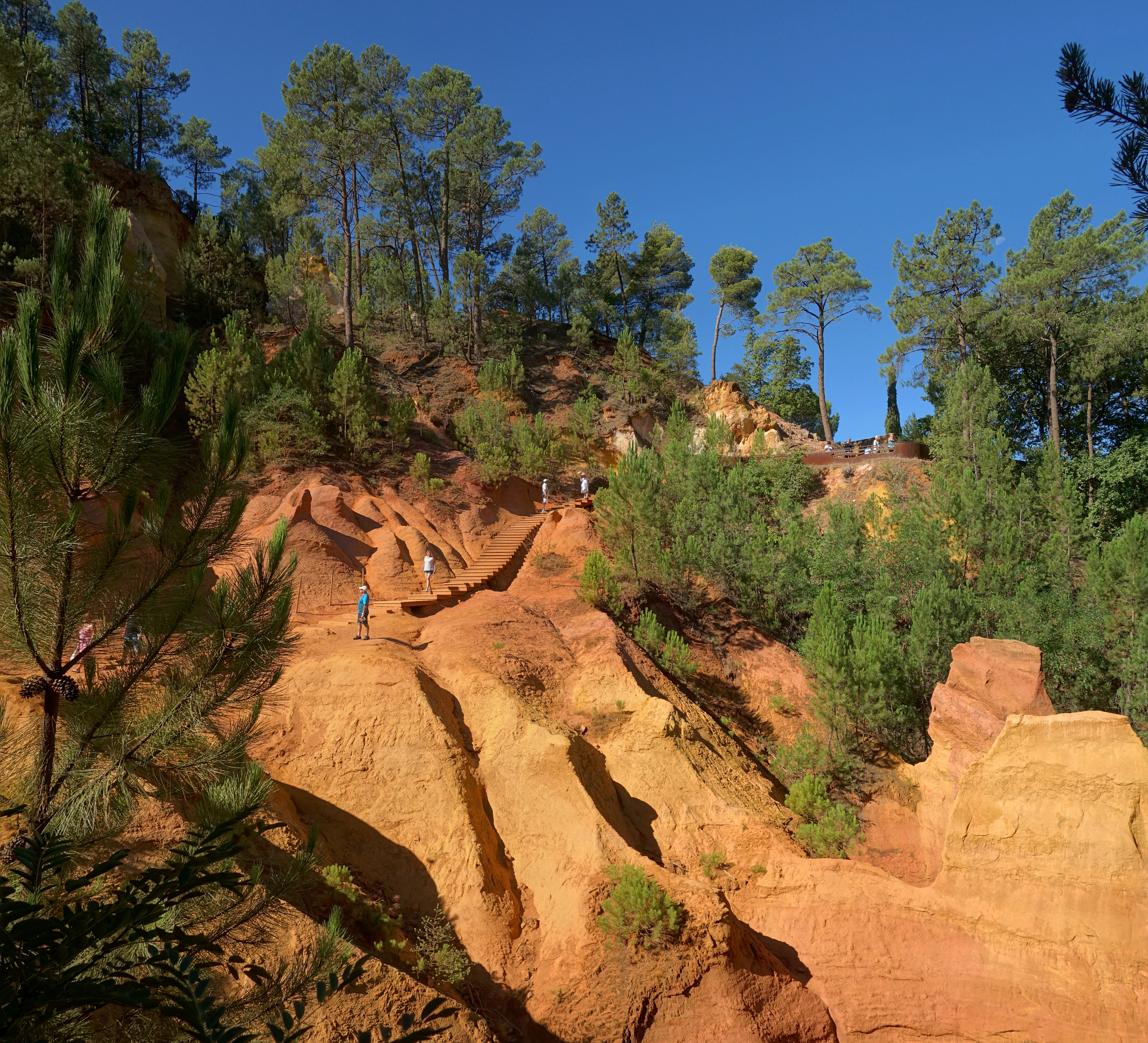
Chemin des ocres à Roussillon